# Phrurolithus nemoralis
Espèce
Phrurolithus nemoralis est une espèce d'araignées aranéomorphes de la famille des Phrurolithidae.

## Distribution
Cette espèce est endémique de Cuba. Elle se rencontre vers Soledad.

## Description
Le mâle holotype mesure 2,0 mm et la femelle paratype 2,0 mm.

## Publication originale
- Bryant, 1940 : Cuban spiders in the Museum of Comparative Zoology. Bulletin of the Museum of Comparative Zoology, vol. 86, no 7, p. 247-554 (texte intégral).